# Istiocitosi a cellule di Langerhans
L'istiocitosi a cellule di Langerhans (LCH) o malattia di Hand-Schüller-Christian è una rara patologia che riguarda l'irregolare proliferazione delle cellule dendritiche mononucleate, vengono coinvolti molti organi e parti del corpo (milza, fegato, polmone, sistema nervoso centrale, emopoietico, cute, ma anche denti e ossa)

## Epidemiologia
Colpisce soggetti di qualunque età. Le forme ad esordio infantile sono più evidenti e facilmente riconoscibili, ma in realtà non esistono età esenti dalla possibilità di esordio, osservato anche negli anziani.
La sua incidenza è 1 su 100 000

## Sintomatologia
Si mostrano alcuni particolari quadri clinici:
- Granuloma eosinofilo, 60-80% dei casi
- Malattia di Hand-Schuller-Christian (esoftalmo, lesioni ossee visibili sulla pelle, specie sul cranio e diabete insipido), 15-40% dei casi
- Malattia di Abt-Letterer-Siwe (eczema, dermatite seborroica, problemi polmonari, rischio di sepsi), al massimo il 10% dei casi; è la forma più grave

Infiltrati polmonari e lesioni ossee sono manifestazioni che fanno presupporre l'esistenza di una forma di istiocitosi.
I segni e sintomi derivano da risposta infiammatoria non specifica, che comprende febbre, letargia, e perdita di peso. Il coinvolgimento degli organi può anche causare sintomi più specifici.
- ossa: il sintomo più frequente è un doloroso gonfiore delle ossa. Il cranio è più frequentemente colpito, seguita dalle ossa lunghe degli arti superiori e ossa piatte. L'infiltrazione nelle mani e piedi è inusuale. Le lesioni osteolitiche posson portare a fratture patologiche.[1]
- cute: comunemente è presente un rash cutaneo che varia da lesioni squamose eritematose a papule rosse pronunciate nelle aree intertriginose. Fino al 80% dei pazienti hanno una vasta eruzione sul cuoio capelluto.
- midollo osseo: la pancitopenia con l'infezione di solito implica una prognosi infausta. L'anemia può essere dovuta a una serie di fattori e non implica necessariamente l'infiltrazione ossea.
- sistema endocrino: epatomegalia nel 20%, splenomegalia 30% e ingrossamento dei linfonodi nel 50% dei casi; l'ipofisi e l'ipotalamo sono comunemente coinvolti[2][3][4]; comune anche il diabete insipido[5]
- polmoni: alcuni pazienti sono asintomatici, e vengono diagnosticati tra l'altro a causa di noduli polmonari su radiografie; altri soffrono di tosse cronica e mancanza di respiro.[6]

Possibile anche il coinvolgimento oculare. Meno frequente è il coinvolgimento del tratto gastrointestinale, del sistema nervoso centrale, e del cavo orale.

## Esami
La diagnosi viene eseguita attraverso biopsia.

## Prognosi
La malattia è benigna nella stragrande maggioranza dei casi. Quando esordisce nel bambino piccolo, con manifestazioni diffuse a molti organi, il rischio di mortalità può arrivare al 20%. Si considerano ad alto rischio i casi con interessamento del fegato o con ridotta funzione del midollo osseo (carenza di piastrine).

## Terapia
La maggior parte dei casi, specie di dermatite isolata o di singole lesione ossea, guarisce spontaneamente senza necessità di cure specifiche.
Quando le lesioni sono multiple o in tessuti diversi è spesso utile una cura, che può comprendere farmaci come il cortisone o la vinblastina (un antiblastico molto ben tollerato).
Nei casi in cui si manifesta il diabete insipido è indicata una terapia sostitutiva ormonale.
In passato si è usata spesso la radioterapia oggi limitata a casi molto particolari.
Il trapianto di cellule staminali è una procedura ad altissima complessità che è riservata a pochissimi casi al mondo, in cui la gravità della malattia e la scarsa risposta alla chemioterapia lo rendono necessario.